# Mastiff
Il mastiff (o mastino inglese) è una razza canina molossoide di tipo dogue. Di esso il cinologo inglese Sydenham Edwards, nella sua opera Cynographia Britannica, scrisse "il leone sta al gatto come il mastiff sta al cane". Il nome deriva dall'antico francese mastin (francese moderno mâtin) "mastino"; il suffisso è forse dovuto al francese antico mestif "meticcio".

## Storia
Pare che la razza fosse presente sulle isole britanniche sin dal VI secolo a.C. Di certo questi cani vennero incontrati dai legionari durante la conquista, i celebri Pugnaces Britanniae, impiegati come temibili ausiliari in battaglia, ma anche nella caccia alla grossa selvaggina; vennero poi portati sino a Roma a combattere nei circhi, ed apprezzati al punto da incaricare un ufficiale apposito Procurator Cynegii al loro reperimento.
È stato considerato sin dal Medioevo il cane della nobiltà, custode di castelli e guardia del corpo di cavalieri e feudatari nella vita quotidiana come in guerra: è celebre l'episodio del cavaliere sir Peirs Leigh che, nel corso della Battaglia di Azincourt del 1415, caduto a terra gravemente ferito, venne protetto per molte ore, fino all'arrivo dei soccorsi, dalla sua femmina di mastiff. Da questa femmina la tradizione fa discendere l'intera stirpe dei mastini del castello Lyme Hall, una continuità genetica registrata fino al XIX secolo.
Incrociato con l'Old English bulldog verso la metà dell'Ottocento, ha dato origine al bullmastiff. L'allevamento moderno, come per la maggior parte delle razze di taglia gigante, ha dovuto ripartire con notevoli sforzi a partire dai pochi esemplari sopravvissuti al 2º conflitto mondiale.

## Descrizione
Costruzione potente, ottima ossatura e grande muscolatura, con cranio massiccio e testa quadrata, muso ampio e corto con labbra pendenti e media giogaia, torace ampio e ben disceso, trasmette un'idea di potenza. Lo standard di razza non specifica le dimensioni, in quanto la maggior grandezza è ritenuta un pregio, purché proporzionata. L'ultimo standard rielaborato nel 2011 non indica più né peso né altezza, anche se la taglia e i volumi sono estremamente importanti se si rispetta l'armonia nell'insieme.
Il tipico peso di un maschio si aggira intorno ai 100 kg, spesso superandoli, e le femmine poco meno. Il Guinness dei primati attribuisce ad un mastiff di nome Aicama Zorba of La-Susa o, più semplicemente, Zorba (26 settembre 1981-1992) il record di cane più pesante del mondo con 156,5 kg, sebbene in seguito altri padroni di cani di San Bernardo, mastini tibetani e pastori del Caucaso abbiano rivendicato un nuovo record per il proprio cane; tuttavia, da dopo il 2000, il Guinness dei Primati ha smesso di raccogliere informazioni su peso e altezza di cani. Secondo l'edizione del 1989 del Guinness Book of Records, nel marzo 1989 Zorba, all'età di 7 anni, era alto 94 cm alla spalla e lungo 251 cm dalla punta del naso alla punta della coda, praticamente le dimensioni di un piccolo asino.
Il pelo è corto, di colore fulvo, albicocca o argento, con o senza tigrature. Sempre presente il nero sul muso che deve oltrepassare di poco sopra gli occhi e anche le orecchie devono essere nere.

## Carattere
Il mastiff racchiude in sé doti di eleganza, potenza, dignità e coraggio. Di temperamento calmo e leale, devoto al proprietario, è un eccellente guardiano. Ottimo compagno per tutta la famiglia, se ha spazio sufficiente per sgranchirsi, si adatta bene a vivere in casa, tollerando in modo eccellente le "angherie" dei bambini. La docilità è una delle sue migliori caratteristiche, ma la potenza che racchiude ne rende necessaria una buona educazione, ed è molto importante fargli avere più esperienze possibili per facilitare il percorso di addestramento data la notevole mole, improntata sul rispetto reciproco piuttosto che sulla dominanza. Cane da non relegare in giardino, il suo bisogno di spazio è superato dalla sua necessità di vigilare sulla famiglia. Abbaia assai poco, è un guardiano sornione e tranquillo, che avverte prima di passare alle vie di fatto, alle quali ricorre solo se costretto.

## Salute
La notevole mole richiede alcune attenzioni particolari a patologie quali la displasia e la torsione gastrica. È predisposto a possibili problemi cardiaci, obesità, allergie, ipotiroidismo, entropion, ectropion e atrofia della retina.